# Habib El Mallouki
Habib El Mallouki (* 1973 in Marokko) ist ein marokkanischer Islamwissenschaftler.

## Leben
Nach dem Theologie-Studium in Marokko und der Promotion 2011 in der Islamwissenschaft an der Universität Bonn ist er seit 2015 Professor für islamische Literatur und Arabistik am Institut für Islamische Theologie (IIT) der Universität Osnabrück.

## Schriften (Auswahl)
- Zweckrationales Denken in der islamischen Literatur. Al-maqāṣid als systemhermeneutisches Denkparadigma. Frankfurt am Main 2013, ISBN 3-631-64453-1.
- mit Margit Eckholt und Gregor Etzelmüller (Hg.): Religiöse Differenzen gestalten. Hermeneutische Grundlagen des christlich-muslimischen Gesprächs. Wien 2020, ISBN 3-451-38696-8.
- Sprechakttheorie als pragmatische Wende in der Linguistik und ihre Wirkung auf die Rezeption religiöser Texte. Göttingen 2021, ISBN 3-8471-1313-5.
- mit Margit Eckholt (Hg.): Offenbarung und Sprache. Hermeneutische und theologische Zugänge aus christlicher und islamischer Perspektive. Göttingen 2021, ISBN 3-8471-1243-0.